# Jean Millet
Jean Millet   (Montgesoye, 1618 - 10 de febrer de 1684) fou un sacerdot i músic francès.
Adscrit com a infant de cor a la música de la catedral de Besançon, i després d'acabar els seus estudis, va adoptar l'estat eclesiàstic i va romandre unit a la mateixa església. L'arquebisbe Antoine-Pierre de Grammont, que protegia Millet, li va encarregar publicar nous llibres sobre Llibres de cor. Va morir al voltant de 1682. Tenim d'ell: Directori del cant gregorià, Lió, 1665, en-4º de 176 pàgines. Bon treball on hi ha curioses observacions sobre els informes dels modes antics amb els vuit tons de cant pla. També se li atribueix l'Art de cantar bé en la música, amb el bell mètode, que es diu que ha estat gravat per Pierre de Loisy; però l'existència d'aquest últim treball no està ben demostrat; llevat que sigui el primer presentat sota un altre títol; que és probable, perquè el pare Martini cita aquest últim treball en el primer volum de la seva Història de la música, sota la data de Lió de 1666.